# هيكتور ديماركو
هيكتور ديماركو (بالإسبانية: Héctor Demarco)‏ هو لاعب كرة قدم أوروغواياني في مركز الوسط، ولد في 31 مايو 1936 في مونتيفيديو في الأوروغواي، وتوفي بنفس المكان في 21 يونيو 2010. شارك مع منتخب الأوروغواي لكرة القدم. أما مع النوادي، فقد لعب مع ديفينسور سبورتينغ ونادي بولونيا.

## وصلات خارجية
- هيكتور ديماركو على موقع الاتحاد الدولي (مؤرشف)  (الإنجليزية)
- هيكتور ديماركو على موقع قاعدة بيانات كرة القدم.إي يو (الإنجليزية)